# Oliver Bozanić
Pour les articles homonymes, voir Bozanić.
Oliver John Bozanić est un footballeur australien né le 8 janvier 1989 à Sydney. Il joue pour le club australien du Central Coast Mariners, au poste de milieu axial.

## Carrière
- 2006 : Central Coast Mariners  Australie
- jan. 2006-2010 : Reading FC  Angleterre
  - jan. 2009-2009 : Woking FC (prêt)  Angleterre
  - 2009-août 2009 : Cheltenham Town (prêt)  Angleterre
  - nov. 2009-2010 : Aldershot Town (prêt)  Angleterre
- 2010- 2013 Central Coast Mariners  Australie
- 2013-2015 : FC Lucerne  Suisse
- 2015-mars 2017 : Melbourne Victory  Australie
- mars-décembre 2017 : Ventforet Kōfu  Japon
- février-juin 2018 : Melbourne City  Australie
- 2018-2020 : Heart of Midlothian  Écosse
- 2020- : Central Coast Mariners  Australie

## Palmarès
- Championnat d'Australie : 2012 et 2013